# Angelo Villanis
Angelo Villanis (Torino, 1821 – Asti, 7 settembre 1865) è stato un compositore italiano.

## Biografia
Studiò a Torino con Luigi Rossi. Fu autore di opere liriche che furono accolte con favore, caratterizzate da musica gradevole ma priva di vera originalità e di molte romanze e musica da camera. Tra le opere, La vergine di Kent fu quella che ebbe maggior successo. Fu anche direttore d'orchestra e dal 1856 assunse la guida dell'Orchestra Ducale di Parma.

## Opere
| Titolo                                        | Genere          | Atti | Librettista                | Première         | Città, Teatro             | Note |
| --------------------------------------------- | --------------- | ---- | -------------------------- | ---------------- | ------------------------- | --- |
| I saltimbanchi di Spagna                      | opera buffa     | 2    |                            | primavera 1849   | Torino, Teatro Gerbino    | |
| La spia, ossia Il merciaiuolo americano       | melodramma      | 4    | Felice Romani              | 5 marzo 1850     | Torino, Teatro Carignano  | Da The spy di James Fenimore Cooper |
| La regina di Leone, ovvero Una legge spagnola | opera semiseria | 3    | Giorgio Giacchetti         | 22 febbraio 1851 | Venezia, Teatro Apollo    | |
| La figlia del proscritto                      | melodramma      | 4    | Andrea Codebò              | 22 novembre 1851 | Torino, Teatro Carignano  | |
| Alina, ossia Il matrimonio di una cantante    | opera semiseria | 2    | Giorgio Giacchetti         | 19 ottobre 1853  | Torino, Teatro Carignano  | |
| La vergine di Kent                            | dramma          | 4    | Giovanni Prati             | 1º marzo 1856    | Torino, Teatro Regio      | diretta da Giulio Ferrarini con Marietta Gazzaniga e Gaetano Fraschini, Revisione: Giuditta di Kent, agosto 1857, Senigallia, Teatro La Fenice |
| Vasconcello                                   | opera seria     | 3    | Temistocle Solera          | 18 marzo 1858    | Venezia, Teatro La Fenice | |
| Una notte di festa                            | opera seria     | 3    | Temistocle Solera          | 15 febbraio 1859 | Venezia, Teatro La Fenice | Revisione: Emmanuele Filiberto, 1863 |
| Bianca degli Albizzi                          | tragedia        | 3    | Marco Marcelliano Marcello | 18 marzo 1865    | Milano, Teatro alla Scala | |